# Michel de Codignac
 (juillet 2012).
Michel de Codignac est un ambassadeur de France auprès de l'Empire ottoman à la Sublime Porte, de 1553 à 1556.

## Biographie
Michel de Codignac est nommé ambassadeur de France en poste à Constantinople à la suite du départ de son prédécesseur Gabriel de Luetz.
Michel de Codignac fait pression pour un soutien ottoman pendant le débarquement des résistants Corses en 1553 contre Gênes. Il participa avec Soliman le Magnifique à la campagne militaire en Perse, et navigua avec la flotte ottomane dans sa campagne maritime contre Piombino, à l'île d'Elbe et en Corse en 1555.
Les derniers mois de Michel de Codignac dans l'Empire ottoman furent difficiles, en effet il a été vivement critiqué par le Grand Vizir Rüstem Pacha de l'échec du gouvernement français pour le remboursement des dettes françaises auprès des Ottomans. Michel de Codignac lui-même avait apparemment contracté des dettes et fut disgracié par le sultan.
Il revint en Europe en 1558, en passant par Venise en juillet 1558, et est entré au service de Philippe II d'Espagne, à la grande colère du gouvernement français. Il fut alors disgracié et remplacé par le nouvel ambassadeur de France auprès de l'Empire ottoman, Jean Cavenac de la Vigne.